# Polittico di San Domenico di Camerino
Il Polittico di San Domenico di Camerino, noto anche come Trittico di Camerino, è un dipinto a tempera e oro su tavola di Carlo Crivelli, datato 1482 e oggi smembrato tra la Pinacoteca di Brera a Milano, lo Städel di Francoforte e la collezione Abegg-Stockar di Zurigo.

## Storia
Il polittico con tutta probabilità venne dipinto a Camerino e risulta il primo lavoro dell'artista per la città dei Varano. Si trovava nella chiesa di San Domenico, dove, a differenza di altre opere raccolte nella chiesa di San Domenico in seguito al terremoto del 1799, vi si trovava già in antico perché dipinto per decorarne l'altare, come testimoniano anche i due santi domenicani posti a fianco della Vergine in posizione preminente: san Domenico e san Pietro Martire. Venne asportato durante la dominazione napoleonica (stessa sorte che toccò agli altri due polittici camerinesi dell'artista) nel 1811 e portato a Milano, dove giunse a Brera il 24 settembre.
L'opera doveva essere già smembrata, poiché i singoli pezzi vennero inventariati separatamente, e tale rimaneggiamento doveva essere avvenuto per facilitare il trasporto o addirittura già a Camerino, dopo il terremoto. Mancava già all'epoca il pannello centrale della predella, mentre esistevano i tre pannelli delle cuspidi, che vennero poi scambiate a Filippo Benucci in due fasi, nel 1832 e nel 1834, prendendo poi la via del mercato antiquario (la stessa sorte che toccò all'Annunciazione con sant'Emidio).

## Descrizione e stile

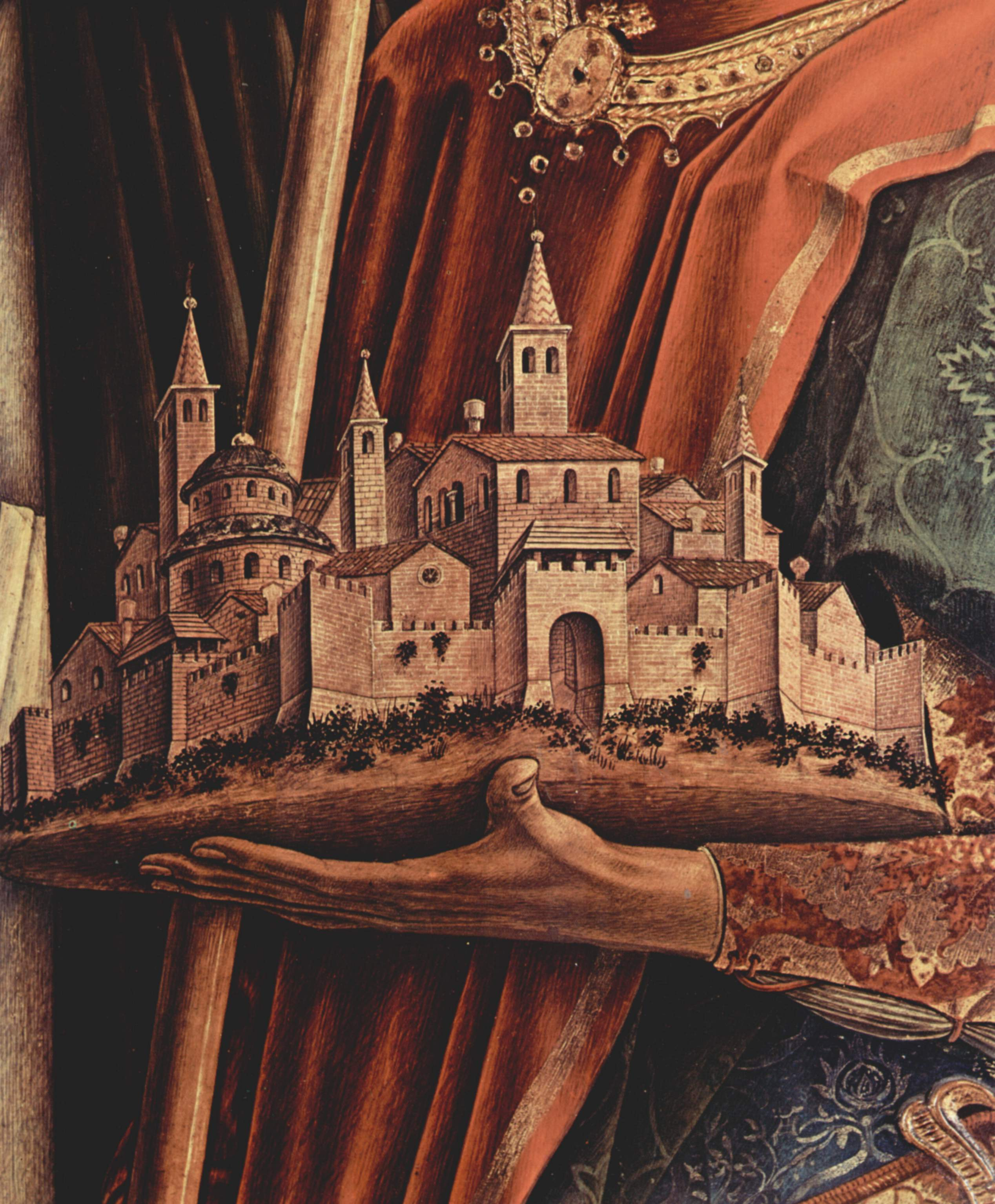
San Venanzio reca la città di Camerino, dettaglio

Il polittico ha la Madonna in trono col Bambino al centro affiancata due pannelli con due coppie di santi ciascuna, a figura piena, ai lati. In alto le tavole delle cuspidi hanno una forma mistilinea, mentre in basso i santi della predella sono raffigurati a tre a tre, a mezza figura, su sfondo oro. Al centro doveva esserci una figura perduta del Redentore benedicente.
I pannelli sono i seguenti:
- Madonna col Bambino che stringe un fringuello, firmato "OPVS CAROLI CRVELLI VENETI M48II" (1482), 190x78 cm, Milano, Pinacoteca di Brera
- Santi Pietro e Domenico, 170x60 cm, Milano, Pinacoteca di Brera
- Santi Pietro martire e Venanzio, 170x60 cm, Milano, Pinacoteca di Brera
- Arcangelo Gabriele, 54x38 cm, Francoforte, Städel
- Vergine annunciata, 54x38 cm, Francoforte, Städel
- Resurrezione, 50x70 cm, Zurigo, collezione Abegg-Stockar
- Santi Antonio Abate, Girolamo e Andrea, 25x62 cm, Milano, Pinacoteca di Brera
- Santi Giacomo maggiore, Bernardino da Siena e Nicodemo, 25x60 cm, Milano, Pinacoteca di Brera

Rispetto ad opere di qualche anno prima, come il Polittico del 1476, Crivelli in quest'opera abbraccia definitivamente una spazialità unitaria tra gli scomparti, resa dal gradino marmoreo unitario su cui poggiano le figure. Si tratta di una veduta abbastanza originale però, quasi ribaltata verso lo spettatore, come avverrà, di lì a poco, in lavori celebri come la Madonna della Candeletta. Ricchissimo resta l'apparato decorativo, con i fiori e i frutti sparsi per tutto il dipinto, legati a particolari significati simbolici, ma anche veri e propri sfoggi di virtuosismo illusionistico.

### La Madonna col Bambino
Seduta su un complicato trono marmoreo e isolata dal consueto telo calato sopra la spalliera, la Madonna tiene il figlio teneramente sulle ginocchia, sfiorandolo con le mani lunghe e affusolate. Il figlio stringe tra le mani un uccellino, probabilmente un rigogolo, simbolo della sua futura Passione. Sontuosa è la veste di Maria, attraversata dal ritmo lineare di complesse damascature dorate. Le rose che si vedono qua e là sono i tipici fiori mariani, mentre i frutti esaltano vari attributi da Maria, quali l'umiltà, la fertilità e la verginità.

### I santi laterali
Innovativo per Crivelli è anche la compressione dei santi a coppie negli scomparti principali del polittico, inserendoli su una diagonale invece che in scomparti separati, in modo da dare all'insieme un aspetto più naturale e meno artificioso.
A sinistra san Pietro è vestito da pontefice in maniera sfarzosa, con una pianeta dorata che ha i ricami sul bordo coi ritratti degli apostoli; vero effetto virtuosistico è il velo trasparente che arriva a coprire per metà i piedi. Accanto a lui san Domenico, riconoscibile dal giglio, si piega in un'umile preghiera rivolta a Maria e Gesù, in un gesto caricato e quasi grottesco, tipico del Crivelli. A destra un altro domenicano, san Pietro martire, si riconosce dal pugnale in petto e dalla sciabola conficcata in testa. Davanti a lui il protettore di Camerino, san Venanzio, regge un gonfalone e un modello della città, guardando fieramente avanti a sé. Ha una pettinatura a caschetto che in quegli anni era in voga nella corte degli Sforza.

### Le cuspidi

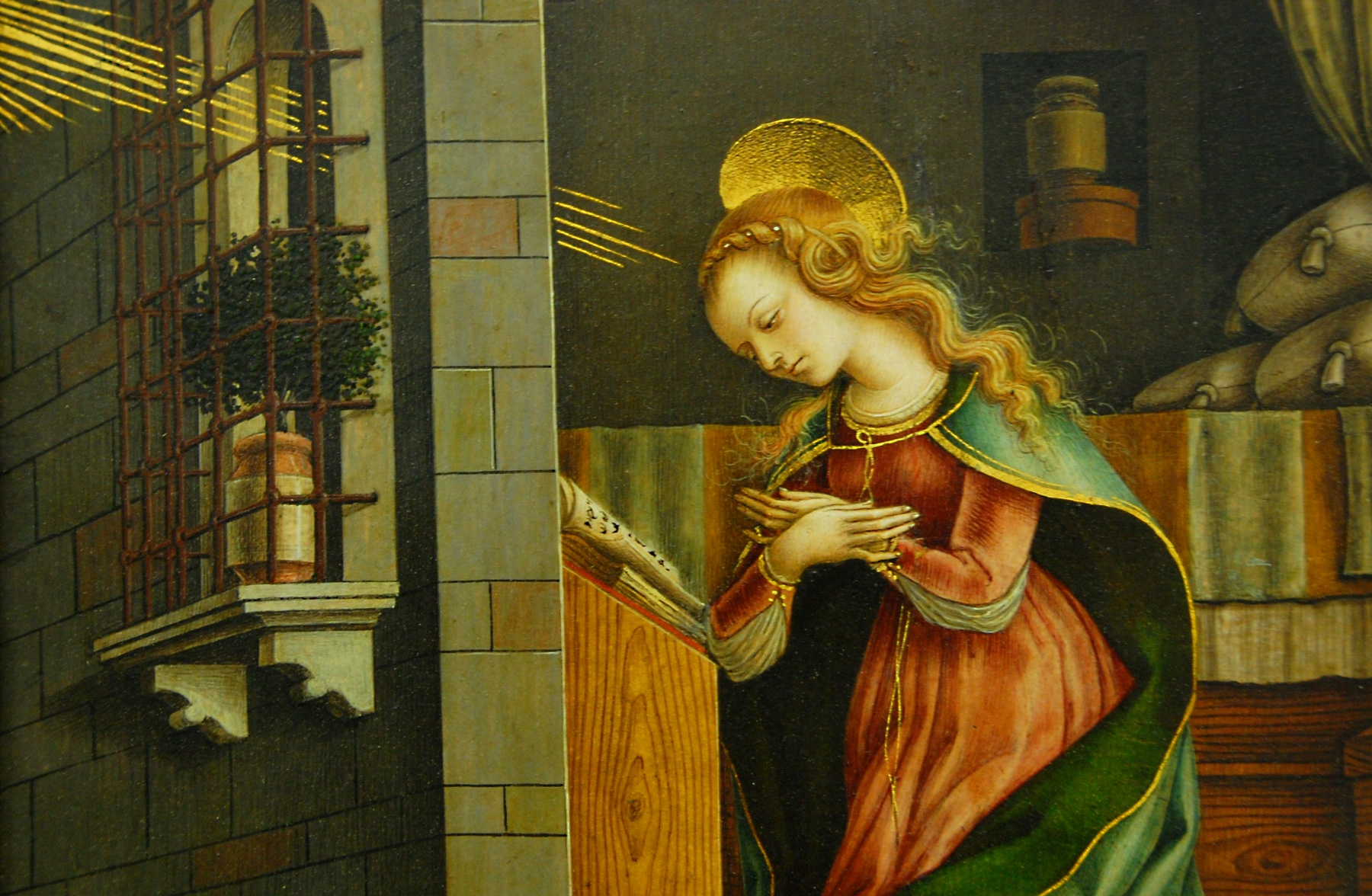
Maria annunciata dettaglio

Nei due pannelli laterali dell'annunciazione, arrivati a Francoforte nel 1838, Crivelli descrisse un pieno e un vuoto speculari, ovvero un edificio cubico visto dall'esterno, dove si trova l'angelo, e dall'interno, nella stanza di Maria. L'uso della prospettiva applicata a uno scorcio cittadino anticipa qui i traguardi dell'Annunciazione con sant'Emidio e dimostra come l'artista fosse a conoscenza della prospettiva, nonostante non abbandonasse mai un amore per l'ornato tipicamente tardogotico. Anche in questo caso tutti i dettagli sono descritti con amorevole cura, arrivando a una visione lenticolare quasi fiamminga. Tra i dettagli di squisita fattura la gabbietta appesa fuori dalla finestra su cui sta un panno steso, o la stanza di Maria, così efficacemente in ombra, con tutte le suppellettili di un'abitazione privata; in alto, dalla finestra, una brocca sta poggiata sopra un tappeto steso a prendere aria. Curata è anche la descrizione dell'architettura, coi conci di diversi materiali, l'architrave lignea della stanza di Maria, la finestrella con la grata e mensoletta. La piccola pianta in vaso, dietro la grata, è un sintetico riferimento all'hortus conclusus di Maria.
La Resurrezione dopo lo smembramento finì a Londra, entrando nella collezione Barring, poi in quella Northbrook e in quella Langton-Douglas. Nel 1932 infine pervenne alla collezione zurighese dove si trova adesso. Anche in questo caso Crivelli non perde l'occasione per un rinnovato interesse nella costruzione di uno spazio prospettico, con il sarcofago messo al centro e scorciato in profondità. La figura del Salvatore che si leva puntando una gamba piegata sul bordo, tra i soldati addormentati, rivela l'influsso di altre opere precedenti, legati a Piero della Francesca e Mantegna, artisti molto citati dai pittori marchigiani.

### La predella
Su un astratto fondo oro uniforme, i santi della predella sono raffigurati a mezza figura, tre per pannello. Da sinistra Antonio Abate, che guarda corrucciato la campanella col quale chiedeva il cibo durante l'eremitaggio, Girolamo, che regge il modellino di una chiesa, e Andrea, con la pesante croce sulla spalla; seguono Giacomo maggiore, col tipico bastone da pellegrino, Bernardino da Siena, col trigramma di Cristo, e Nicodemo, col turbante.

## Possibile ricostruzione
|  |  |  |
|  |  |  |
|  |  |  |